# Ivan Marcelić
Ivan Marcelić (Zágráb, 1994. február 18. –) világbajnok horvát vízilabdázó, kapus, a HAVK Mladost játékosa.